# Hideo Nomo

2005

Hideo Nomo (野茂 英雄 'Nomo Hideo'?,  Minato-ku, Osaka; 31 de agosto de 1968) es un beisbolista japonés que juega como lanzador derecho. Fue el novato del año en 1995 en las Grandes Ligas de Béisbol, por problemas físicos tuvo que abandonar las grandes ligas. En 2007 participó en la Liga Venezolana de Béisbol Profesional al ser contratado por los Leones del Caracas.

## Medalla de plata en Seúl 1988
En 1988 participó en los Juegos Olímpicos de Seúl 1988 con la selección japonesa de béisbol consiguiendo la medalla de plata. 

## En la Liga japonesa
Debutó en el béisbol japonés en 1990 con los Búfalos Kintetsu manteniéndose hasta finalizar la temporada 1994, su actuación fue un suceso recibiendo el apodo de "El Tornado".

## A las Ligas Mayores y novato del año con los Dodgers
En 1995 hizo su aparición en las Grandes Ligas tras firmar con Los Angeles Dodgers, su destacado debut lo llevó a ser nombrado el novato del año, por ello es considerado como el primer jugador "estrella" japonés. Para 1998 se firma su traspaso a los New York Mets, para luego pasar a Milwaukee Brewers, Detroit Tigers y Boston Red Sox en los años 1999, 2000 y 2001 respectivamente. Entre 2002 y 2004 volvió a Los Angeles Dodgers y en 2005 es firmado por los Tampa Bay Devil Rays, una operación en su codo derecho hace que deje de participar en béisbol profesional por dos años. En 2006 tuvo una breve participación en el equipo Charlotte, triple A de los Medias Blancas de Chicago.

## En la Liga venezolana
El 6 de octubre de 2007 es confirmado por la directiva de los Leones del Caracas como uno de sus refuerzos Lanzador japonés Hideo Nomo reforzará a los Leones del Caracas Terra. 6 de octubre de 2007, aunque se mantuvo en el equipo casi hasta finalizar la temporada en parte por ser el refuerzo más caro de esa temporada.